# Федеральные стандарты о безопасности моторных транспортных средств
FMVSS (англ. Federal Motor Vehicle Safety Standards, Федеральные стандарты о безопасности моторных транспортных средств) — правила США для автомобильных компонентов и систем, влияющих на безопасность моторных транспортных средств, содержат требования к конструкции, производству, функционированию и долговечности изделий. Американский аналог правил ЕЭК ООН. Канадский аналог называется CMVSS (англ. Canada Motor Vehicle Safety Standards). Требования FMVSS/CMVSS значительно отличаются от международных требований ООН, таким образом, частный импорт транспортных средств, первоначально произведенных не для рынка США или Канады, затруднён или невозможен.
В настоящее время FMVSS входит в 49 раздел свода федеральных нормативных актов (571 часть). FMVSS были разработаны национальным управлением безопасностью движения на трассах (NHTSA) в соответствии с национальным законом о безопасности движения и моторных транспортных средств от 1966 года.
FMVSS разделены на три серии: предотвращение катастрофы (100 серия), ударопрочность (200 серия) и жизнеспособность после катастрофы (300 серия). Первое правило FMVSS № 209 было принято 1 марта 1967 года и остается в силе до настоящего времени, хотя его требования периодически обновлялись и делались более строгими. Данное правило предусматривает требования к ремням безопасности.